# 遠隔放射線医療

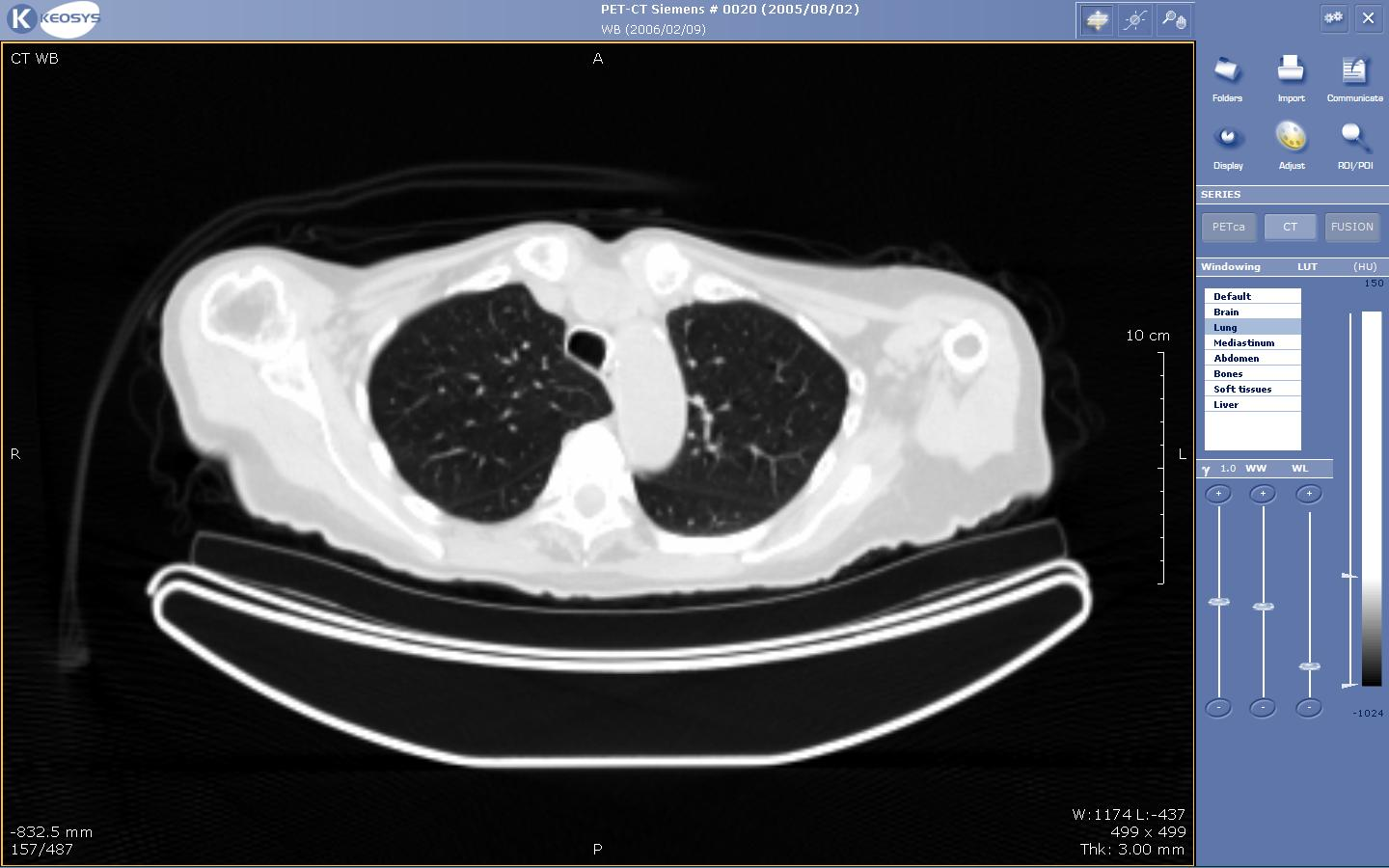
遠隔放射線医療ソフトを通じて表示された患者の胸部CTスキャン。

遠隔放射線医療（えんかくほうしゃせんいりょう、英: Teleradiology）とは、X線写真、コンピュータ断層撮影（CT）、MRI画像などの放射線学的患者画像を、ある場所から別の場所へ送信して、他の放射線科医や医師と共有し研究や治療をすることである。遠隔放射線医療により、放射線科医は実際に患者の場所にいなくてもサービスを提供することが可能となる。これは、MRI放射線科医、神経放射線科医、小児放射線科医、筋骨格放射線科医などのサブスペシャリストが必要な場合に特に重要であり、これらの専門家は一般的に大都市圏でのみ日中の時間帯に勤務している。遠隔放射線医療により、専門家がいつでも利用可能となる。
遠隔放射線医療は、インターネット、電話回線、広域ネットワーク、ローカルエリアネットワーク（LAN）などの標準的なネットワーク技術や、医療クラウドコンピューティングなどの最新の先端技術を活用している。特殊なソフトウェアを使用して画像を送信し、放射線科医が特定の研究に関する何百もの画像を効果的に分析できるようにしている。高度なグラフィック処理、音声認識、人工知能、画像圧縮などの技術が遠隔放射線医療でよく使用される。遠隔放射線医療とモバイルDICOMビューアを通じて、画像は同じものを院内の別の場所や世界中の他の場所に送信することができる。
遠隔放射線医療は、画像検査法が年間約15％増加しているのに対して、放射線科医の人口は2％しか増加していないことから、成長技術である。

## レポート
遠隔放射線科医は、救急室のケースやその他の緊急ケースのための予備的な読影、または公式の患者記録や請求に使用するための最終的な読影を提供することができる。
予備報告には、すべての関連する所見と重要な所見がある場合の電話連絡が含まれる。一部の遠隔放射線医療サービスでは、処理時間が迅速で、30分の標準処理時間があり、重要な研究と脳卒中研究のために迅速化される。
遠隔放射線医療の最終報告書は、緊急および非緊急の研究のために提供することができる。最終報告書にはすべての所見が含まれ、完全な診断のために以前の研究とすべての関連する患者情報へのアクセスが必要である。重要な所見がある場合の電話連絡は、品質サービスの兆候である。
遠隔放射線医療の予備報告または最終報告は、すべての医師と病院のオーバーフロー研究のために提供することができる。遠隔放射線医療は、診療の延長として断続的なカバレッジに利用でき、患者に最高品質のケアを提供する。

## 専門分野
一部の遠隔放射線科医はフェローシップトレーニングを受けており、神経放射線学、小児神経放射線学、胸部画像診断、筋骨格放射線学、マンモグラフィー、核心臓病学など、見つけるのが難しい分野を含む幅広い専門知識を持っている。また、放射線科医ではないが、それぞれの分野のサブスペシャリストになるために放射線学の研究を行う様々な医療従事者もおり、その例として歯科があり、口腔顎顔面放射線学では、歯科の人々が顎顔面領域に影響を与える状態の診断や治療指導のために行われる放射線画像研究の取得と解釈に特化することができる。

## 規制
アメリカ合衆国では、メディケアとメディケイドの法律により、最終読影の償還対象となるためには、遠隔放射線科医が米国内にいることが要求される。
さらに、高度な遠隔放射線システムはHIPAA準拠である必要があり、これは患者のプライバシーを確保するのに役立つ。HIPAA（1996年の健康保険の携行性と責任に関する法律）は、消費者のためのプライバシー保護の統一的な連邦基準である。これは、事業体が患者の個人情報を使用できる方法を制限し、形式を問わずすべての医療情報のプライバシーを保護する。質の高い遠隔放射線医療は、患者のプライバシーが保護されることを確実にするために、重要なHIPAAルールを遵守しなければならない。
また、医師に必要なライセンス要件と医療過誤保険の適用範囲を管理する州法は州によって異なる。これらの法律への準拠を確保することは、より大きな複数州にまたがる遠隔放射線グループにとって、重要な間接費である。
メディケア（オーストラリア）は、ガイドラインが保健高齢化省によって提供され、政府ベースの支払いが健康保険法の下に含まれるアメリカ合衆国と同じ要件を持っている。
オーストラリアの規制は連邦レベルと州レベルの両方で行われ、厳格なガイドラインが常に遵守されることを確保し、定期的な毎年の更新と修正が導入され（通常は毎年3月と11月頃）、法律が業界の変化に対応して最新の状態に保たれることを確保している。
オーストラリアのメディケアと放射線学／遠隔放射線医療に対する最も最近の変更の一つは、2008年7月1日の診断画像認定スキーム（DIAS）の導入であった。DIASは診断画像の品質をさらに向上させ、健康保険法を修正するために導入された。

## 業界の成長
1990年代後半まで、遠隔放射線医療は主に個々の放射線科医が、多くの場合放射線科医の自宅などのオフサイトの場所から、時々の緊急案件を解釈するために使用されていた。その接続は標準的なアナログ電話回線を通じて行われていた。
インターネットとブロードバンドの成長が新しいCTスキャナー技術と組み合わさり、全国の救急室での外傷症例において不可欠なツールとなったことで、遠隔放射線医療は急速に拡大した。週に2〜3枚のX線研究は、すぐに夜間に3〜10回のCTスキャン、またはそれ以上になった。救急室の医師はCTスキャンやMRIの読み方のトレーニングを受けていないため、放射線科医は1日8〜10時間、週5日半の勤務から、1日24時間、週7日のカバレッジのスケジュールへと変わった。これは、コールを共有する他の人がいない1人の放射線科医しかいない小さな地方施設では特に急性の課題となった。
これらの状況は、ドットコムブーム後の企業やグループを生み出し、医療アウトソーシング、オフサイトの遠隔放射線医療オンコールサービスを全国の病院と放射線グループに提供した。例として、遠隔放射線会社はテキサスを拠点とする医師でインディアナの病院での外傷をカバーするかもしれない。一部の企業はオーストラリアやインドなどの海外の医師も使用した。ポール・バーガーによって設立されたナイトホークは、時差を最大化してアメリカの病院での夜間コールを提供するために、米国認可の放射線科医を海外（最初はオーストラリア、後にスイス）に配置した最初の企業であった。
現在、遠隔放射線会社は価格圧力に直面している。アメリカ合衆国全体で500以上のこのような企業が大小存在するため、業界の統合が予想される。

## 非営利
遠隔放射線医療は先進国で繁栄しているが、発展途上国への遠隔放射線リンクはほとんど確立されていない。一般的に、放射線サービスの実施に対する障壁も、信頼性のあるリンクを設定することを複雑にしている。
サテルライフとスウィンフェン慈善信託によって採用されたいくつかの単純で低コストの非営利遠隔放射線ソリューションの例がある。ノーベル平和賞受賞者のバーナード・ラウンによって1987年に設立されたサテルライフ（ボストン）は、低地球軌道衛星およびハンドヘルドコンピュータや携帯電話などのモバイルコンピューティングデバイスを所有し、医療データ通信に使用した最初の非営利組織であった。1998年から、ロジャー・スウィンフェン・イーディによって設立された英国を拠点とする非営利組織スウィンフェン慈善信託は、遠隔地の医療従事者にインターネットアクセスとデジタルカメラを提供し、また発展途上国の病院の医師と無料でアドバイスを提供する医学および外科のコンサルタントを結ぶ低コストの遠隔医療サービスを促進した。
より複雑なソリューションが2007年に登場した。ジャン＝バティスト・ニーダーコーンとジェラルド・ワジナペルによって設立されたルクセンブルクを拠点とする非営利組織テレラディオロジー・サン・フロンティエール（国境なき遠隔放射線医療）は、ボランティアの放射線科医によって運営され、プロフェッショナルなクラウド画像保管通信システム（PACS）を使用して発展途上国に遠隔放射線画像サービスを提供し始めた。
今日、バーチャル・ラジオロジック（vRad）のような多くの確立された民間遠隔放射線診療所も、NGOとのパイロットプログラムに関与し、地方の医療センターからの放射線写真を無料で報告している。